# Mazzeo di Ricco
Mazzeo di Ricco (probablement né à Messine et mort vers 1252) était un poète italien actif en Sicile au XIIIe siècle, poète de l'école sicilienne.

## Œuvre
Mazzeo di Ricco a composé 6 chants et 1 sonnet.

### Chants
- Amore, avendo interamente voglia
- Lo core innamorato
- La ben aventurosa innamoranza
- Madonna, de lo meo 'namoramento
- Sei anni ho travagliato
- Lo gran valore e lo pregio amoroso

### Sonnet
- Chi conoscesse sì la sua fallanza

## Source
- (it) Cet article est partiellement ou en totalité issu de l’article de Wikipédia en italien intitulé « Mazzeo di Ricco » (voir la liste des auteurs).